# أندي وينتر
أندي وينتر (بالإنجليزية: Andy Winter) هو لاعب كرة قدم بريطاني، ولد في 10 مارس 2002 في اسكتلندا في المملكة المتحدة. لعب مع هاميلتون أكاديميكال.

## وصلات خارجية
- أندي وينتر على موقع قاعدة بيانات كرة القدم.إي يو (الإنجليزية)
- أندي وينتر على موقع Soccerway.com (الإنجليزية)